# Sigmatomera rufa
Sigmatomera rufa là một loài ruồi trong họ Limoniidae. Chúng phân bố ở miền Australasia.